# Ново-Беляево
Ново-Беляево, Новобеляево — деревня в Медынском районе Калужской области России. Входит в сельское поселение «Деревня Гусево».

## Физико-географическое положение
Расположена на севере области, в обезлесенной местности, на берегах речки Русановки. Ближайший населенный пункт — деревня Петровск (1,7 км).

## Население
| 2002 | 2010 |
| ---- | ---- |
| 0    | →0   |

## История
В 1782 году сельцо Богоявленское в 30 крестьянских дворов принадлежало Дарье Ивлевне Скобеевой и Николаю Устиновичу Новосильцеву.
В 1843 году сельцом Богоявленское (оно же Беляево) владел флигель-адъютант гвардии граф Фёдор Васильевич Орлов-Денисов.
В Списке населённых пунктов Калужской губернии по данным 1859 года упомянуто как владельческая деревня Новое Беляево (Богоявленское) при речке Трубенке по левую сторону  тракта из Медыни в Верею. В деревне 22 двора и 141 житель.
После реформ 1861 года деревня вошла в Топоринскую волость Медынского уезда.